# Купресен Гал
Купресен Гал (на латински: Cupressenus Gallus) e политик и сенатор на Римската империя през 2 век.
През 147 г. той е суфектконсул заедно с Квинт Корнелий Квадрат.